# Barclay James Harvest
Barclay James Harvest — британський рок-гурт, що грає симфонічний та мелодичний рок з деяким впливом фольк-року, прогресивного року та класики. Гурт було засновано в Седлворті (зараз — частина міста Олдхем Великого Манчестеру) у вересні 1966 р. Джоном Лісом (John Lees), Лесом Холройдом (Les Holroyd), Стюартом «Вулі» Уолстенхолмом (Stuart «Wooly» Wolstenholme) та Мелвіном Прітчардом (Melvin Pritchard)

## Історія
Після невдалих спроб на «ЕМІ Parlophone» 1970 року B.J.H. уклали угоду з новоствореною фірмою «Harvest» (збіг у назвах не випадковий), потребам якої гурт ідеально відповідав, бо виконував прогресивну музику, збагачену симфонічними та імпровізаційними елементами. Різновид мелодійного «андерграунду» знавці швидко оцінили, однак ринкового успіху гурт чекав ще кілька років.
На ранніх альбомах BJH домінувало звучання меллотрону, хоча музикантам вдавалося майстерно поєднувати соковиті гітарні партії з витонченими вокальними. Їх дебютний альбом, що вийшов у середині 1970 р., отримав гарні відгуки критиків, але не мав успіху. Другий альбом «Once Again» зібрав більш позитивні відгуки, а тур на підтримку альбом супроводжувався оркестром під керівництвом Роберта Джона Годфрі. Їх третій альбом «Barclay James Harvest and Other Short Stories» став ще визначнішим досягненням.
Твір «Mockingbird» з альбому «Once Again» став для BJH дамокловим мечем, додаючи гурту прихильників і водночас підвищуючи вимоги критиків. Перед випуском четвертого альбому «Baby James Harvest» у 1972 р. на групу почали негативно впливати їх тури, і невпорядкованість нового альбому відразу помітили як фанати, так і критики. Появу великої кількості уїдливих рецензій важко було передбачити. Головною причиною, перш за все, був той факт, що музично досконалий та з чималим композиторським талантом гурт не зміг надовго відійти від схеми попередніх альбомів.
Це становище не мінялося, доки 1974 року BJH не уклали угоду з фірмою «Polydor». Лонгплей «Everyone Is Everybody Else» (1974) хоча й не потрапив у розряд бестселерів, проте став одним з найкращих. Він включав кілька незвичайних творів. Альбом широко грався на Radio Caroline, а пізніше увійшов до їх Top 100 All Time Albums Chart. Завдяки цьому, групу запросили на BBC Radio 1. Подвійний концертний альбом «Barclay James Harvest Live», випущений наприкінці 1974 р. збільшив армію їх фанатів і вперше потрапив до британського хіт-параду, досягнувши 40-ї позиції. Наступний альбом «Time Honoured Ghosts» (1975), записаний в США також потрапив до цього чарту і досяг 32-го місця.
1976 року разом з виданням альбому «Octoberon», який дістався 19-го місця в Великій Британії, до групи прийшов і ринковий успіх, не в останню чергу дякуючи витонченій обкладинці. До найцікавіших творів на цьому альбомі належали «Rock'n'Roll Star» та «Suicide». Щоправда у США ці записи успіху не мали, проте у Європі гостювали у багатьох чартах.
Чергова робота, альбом «Gone То Earth», також з ефектною обкладинкою, виявився великим бестселером у Німеччині, а витончений самоіронічний твір «Poor Man's Moody Blues», що входив до цього альбому, був відповіддю на звинувачення у копіюванні BJH репертуару The Moody Blues.
У 1979 р., після виходу альбому «XII», Вулі Уолстенхолм — чия гра на меллотроні стала торговою маркою групи у 70-х роках — залишив групу заради сольної кар'єри, а пізніше кинув музичний бізнес і зайнявся фермерством.
Група продовжила виступати утрьох. У розквіті своєї кар'єри, 30 серпня 1980 р., музиканти відіграли живий концерт у Західному Берліні, перед Рейхстагом, зібравши натовп із близько 250 тис. людей. Вони також стали першим західним рок-гуртом, який дав концерт у соціалістичній Східній Німеччині. Концерт у Трептов-парку у Східному Берліні, 14 липня 1987 р., зібрав більше 170 000 слухачів. Тоді ж був записаний концертний альбом «Concert For The People», який приніс гурту славу у Великій Британії. У Німеччині гурт давно вважався зіркою першої величини, і ось у Британії її віддані прихильники дочекалися часів, коли не зламані нападами критиків музиканти довели своєю наполегливістю, що відданість артистичним переконанням може створити справжній шедевр. Це знайшло своє підтвердження також у Європі, коли чергові роботи групи здобули «золотий» та «платиновий» статуси.
1992 року B.J.H. виступили у ліверпульському «Royal Court», де відсвяткували свій двадцятип'ятирічний ювілей.
До 1998 р. музиканти грали втрьох, іноді запрошуючи для запису інших музикантів. У 1990 р. один з альбомів, «Welcome to the Show» був випущений під абревіатурою BJH. Однак, такий крок був розкритикований фанатами і повну назву «Barclay James Harvest» було відновлено, хоча і з включенням нікнейму BJH.
У 1998 р., через музичні протиріччя, троє членів гурту вирішили піти у творчу відпустку. Джон Ліс згодом випустив альбом, під назвою «Nexus» та під ім'ям гурту «Barclay James Harvest through the eyes of John Lees» («Barclay James Harvest очима Джона Ліса»), в якому змішав нові пісні та класику BJH. Вулі Уолстенхолм грав та писав музику для цього гурту, а пізніше записував та випускав як новий матеріал, так і збірки вибраних пісень. Лес Холройд та Мел Прітчард згуртувалися для запису музики під ім'ям «Barclay James Harvest featuring Les Holroyd». У 2006-2007 р. Ліс та Уолстенхолм здійснили тур під дещо зміненою назвою гурту «John Lees' Barclay James Harvest»
Мел Прітчард у 2004 р. несподівано помер від серцевого нападу.
Музиканти з оригінального складу Barclay James Harvest, які залишилися, насолоджуються сталою популярністю і продовжують записувати музику та давати концерти, переважно у Німеччині, Франції та Швейцарії.

## Студійні та концертні записи
- 1970: Barclay James Harvest
- 1971: Once Again
- 1971: Barclay James Harvest and Other Short Stories
- 1972: Baby James Harvest
- 1974: Everyone Is Everybody Else
- 1974: LIVE (live)
- 1975: Time Honoured Ghosts
- 1976: Octoberon
- 1977: Gone To Earth
- 1978: Live Tapes (live)
- 1978: XII
- 1979: Eyes Of The Universe
- 1981: Turn Of The Tide
- 1982: Berlin: A Concert For The People (live)
- 1983: Ring Of Changes
- 1984: Victims Of Circumstance
- 1987: Face To Face
- 1988: Glasnost (live)
- 1990: Welcome To The Show
- 1993: Caught In The Light
- 1997: River Of Dreams
- 2002: BBC In Concert 1972
- 2008: After The Day The Radio Broadcasts 1974-1976

### Збірки
- 1972: Early Morning Onwards
- 1977: The Best Of Barclay James Harvest
- 1979: The Best Of Barclay James Harvest, Volume 2
- 1980: Mockingbird (The Early Years)
- 1981: The Best Of Barclay James Harvest, Volume 3
- 1985: The Compact Story Of B.J.H.
- 1987: Another Arable Parable
- 1990: Alone We Fly (Collection)
- 1991: The Harvest Years
- 1993: Sorcerers and Keepers
- 1996: Endless Dream
- 1997: The Best of Barclay James Harvest
- 1997: Mocking Bird
- 1999: Master Series
- 2000: The Collection
- 2001: Mockingbird
- 2001: Mocking Bird — The Best of Barclay James Harvest
- 2005: All Is Safely Gathered In

### Сольні записи Джона Ліса
- 1977: A Major Fancy

### Сольні записи Вулі Уолстенхолма
- 1980: Maestoso
- 1994: Songs From The Black Box

### John Lees' Barclay James Harvest
- 1999: Nexus
- 2000: Revival Live 1999 — Through the Eyes of John Lees, 2000 (Live)
- 2007: Legacy (Live, CD та DVD)

### BJH feat. Les Holroyd
- 2002: Revolution Days
- 2003: Live in Bonn
- 2003: Evolution Years — The Best of Barclay James Harvest featuring the songs of Les Holroyd
- 2006: Classic Meets Rock with Prague Philharmonic Orchestra (подвійний CD та DVD)

## Склад
- Джон Ліс (John Lees, 13 січня 1947, Олдхем, Велика Британія) — вокал, гітара, клавішні
- Лес Холройд (Les Holroyd, 12 березня 1948, Болтон, Велика Британія) — вокал, бас
- Стюарт «Вулі» Уолстенхолм (Stuart «Wooly» Wolstenholme, 15 квітня 1947, Олдхем, Велика Британія) — вокал, клавішні
- Мелвін Прітчард (Melvin Pritchard, 20 січня 1948, Олдхем, Велика Британія — 2004) — ударні.